# Sanctuary Glacier
Der Sanctuary Glacier (englisch für Zufluchtgletscher) ist ein Gletscher in der antarktischen Ross Dependency. Im Königin-Maud-Gebirge wird er nahezu komplett von den Gothic Mountains eingekreist. Er fließt aus dem Gebiet Outlook Peak und der Organ Pipe Peaks in westlicher Richtung zum Scott-Gletscher im Marie-Byrd-Land.
Das Advisory Committee on Antarctic Names benannte ihn 1981 auf Vorschlag des US-amerikanischen Geologen Edmund Stump (* 1946), dessen von ihm geleitetes Geologenteam der Arizona State University hier im Januar 1981 sein Basislager aufgeschlagen hatte. Namensgebend ist die geschützte geographische Lage des Gletschers in den Gothic Mountains.